# První krok
První krok je třináctidílný český televizní seriál natočený roku 2009 pro televizi Nova z dílny Jiřího Vejdělka. Premiérově byl odvysílán na sesterské slovenské televizi Markíza pod názvem Prvý krok. Seriál se odehrává v prostření taneční školy. TV Nova seriál odvysílala v premiéře od 22. února 2012 do 16. května 2012.

## Výroba
Seriál je natočen podle původního rumunského seriálu produkční společnosti Media Pro Management, která je dceřinou společností majitele Novy CME a v době natáčení byla mateřskou společností producenta české verze seriálu Media Pro Pictures. Podle jiných zdrojů je předlohou španělský seriál Un Paso Adelante.

## O seriálu
Vzlety a pády mladých nadějných tanečníků pod vedením bývalé profesionální tanečnice a ředitelky taneční akademie Kláry Jakubské (Veronika Žilková). Jenom dva nebo tři absolventi akademie mohou být úspěšní.
Seriál je nabitý hudbou, tancem, vášní a emocemi představením do všech tanečních stylů od klasického baletu až po hip hop. Nabízí vztahy, intriky a lásku v prostředí vyšší taneční školy a tanečních souborů. Věčný boj profesorů a studentů, tanečníků a choreografů mu dodávají to správné napětí a spád.
První krok je o tanci, talentech a velkých ambicích.

## Postavy

### Hlavní postavy
- Eliška (Šárka Vaculíková): Studentka prvního ročníku se zamiluje do Tomáše, který je rovněž studentem akademie. Jejich vztah může začít každou chvíli, ale Tomáš dává přednost složitější Silvii. Eliška a Silvie budou bojovat o kluky i později a jejich boj se přesune také na taneční parket. Je to boj mezi dívkou, která viděla skoro všechna velká představení v Evropě, a dívkou, která studovala tanec přes televizní obrazovku.
- Silvie (Radka Pavlovčinová): Bohatá dcera slavných umělců je studentkou prvního ročníku. Dá se dohromady s Tomášem.
- Tomáš (Filip Cíl): Skromný chlapec z Beskyd je čestný a do akademie přichází s velkými ambicemi. Je velmi dobrý tanečník a Robertův největší rival. Jeho otec nesouhlasí s tancem.
- Robert (Dominik Turza): Robert je sebevědomý a namyšlený kluk, který nemůže vystát klidného Tomáše. Má tříletého syna kterého nikdy neviděl.
- Klára Jakubská (Veronika Žilková): Majitelka a ředitelka taneční akademie si půjčí na založení školy od kamaráda. Po jeho krachu musí bojovat o přežití. Řeší především administrativní záležitosti se svými pedagogy.
- Adéla (Klára Issová): Bývalá velice úspěšná tanečnice musela po nehodě přestat tančit a možností vyučovat na akademii právě dostává druhou šanci. Její minulost je ale plná tajemství a kompromisů. Učitel dramatu k ní chová silné city a podporuje ji, když vyjde najevo, že byla dřív striptérkou.
- Vladimír a Diana (Michal Kavalčík a Pavla Vitázková): Učitelé a po nějakou dobu i partneři se na začátku série rozejdou a Vladimír se zaplete se studentkou. Diana ji proto perzekvuje. Vladimír se s ní později rozchází a Diana plánuje odchod ze školy a přijetí zahraniční nabídky.
- Irena (Charlotte Doubravová): Studentka prvního ročníku. Velmi svůdná a talentovaná tanečnice. Je kamarádkou Roberta. Spolubydlící Elišky.

## Epizody
Premiérově byla první řada uvedena od 21. září 2009 a končila 14. prosince 2009 na slovenské TV Markíza. Na české televizi Nova měla premiéru 22. února 2012 a skončila 16. května 2012.
| Pořadí | Název epizody         | Premiéra v ČR   | Premiéra v SR      | Sledovanost v ČR |
| ------ | --------------------- | --------------- | ------------------ | ---------------- |
| 1      | Předveď se            | 22. února 2012  | 21. září 2009      | 976 000          |
| 2      | Ber, nebo neber       | 29. února 2012  | 28. září 2009      | 889 000          |
| 3      | Odhalení              | 7. března 2012  | 5. října 2009      | 839 000          |
| 4      | Začátky jsou tvrdé    | 14. března 2012 | 12. října 2009     | 771 000          |
| 5      | Dotáhneme to do konce | 21. března 2012 | 19. října 2009     | 749 000          |
| 6      | Napomádovaní frajeři  | 28. března 2012 | 26. října 2009     | 769 000          |
| 7      | Týden lásky           | 4. dubna 2012   | 2. listopadu 2009  | 687 000          |
| 8      | Spolehni se na mě     | 11. dubna 2012  | 9. listopad 2009   | 782 000          |
| 9      | Největší fór          | 18. dubna 2012  | 16. listopadu 2009 | 750 000          |
| 10     | Nečekaná zkouška      | 25. dubna 2012  | 23. listopadu 2009 | 725 000          |
| 11     | Jdu do toho           | 2. května 2012  | 30. prosince 2009  | 689 000          |
| 12     | Rajské ovace          | 9. května 2012  | 7. prosince 2009   | 666 000          |
| 13     | O krok vpředu         | 16. května 2012 | 14. prosince 2009  | 747 000          |